# بزرگترین جانداران
بزرگ‌ترین درخت
|                    |  |                 |
| کودکی در کنار درخت |  | درخت جنرال شرمن |

بزرگترین موجود زنده بر روی زمین را می‌توان با توجه به تعاریف مختلف اندازه ارگانیسم، مانند: جرم، حجم، مساحت، طول یا ارتفاع، سنجید.

## جانوران در حال زندگی روی زمین
باور بر این است که یک عضو راسته آب‌بازان به نام نهنگ آبی (نام علمی: 'Balaenoptera musculus') بزرگترین جانوری است که تاکنون وجود داشته است.
| رتبه | جانور                | میانگین وزن                    | حداکثر وزن                     | میانگین قد           |
| ---- | -------------------- | ------------------------------ | ------------------------------ | -------------------- |
| ۱    | نهنگ آبی             | ۱۱۰٬۰۰۰ کیلوگرم (۲۴۰٬۰۰۰ پوند) | ۱۹۰٬۰۰۰ کیلوگرم (۴۲۰٬۰۰۰ پوند) | ۲۵٫۵ متر (۸۴ فوت)    |
| ۲    | نهنگ شکار آرام شمالی | ۶۰٬۰۰۰ کیلوگرم (۱۳۰٬۰۰۰ پوند)  | ۱۲۰٬۰۰۰ کیلوگرم (۲۶۰٬۰۰۰ پوند) | ۱۵٫۵ متر (۵۱ فوت)    |
| ۳    | نهنگ شکار جنوبی      | ۵۸٬۰۰۰ کیلوگرم (۱۲۸٬۰۰۰ پوند)  | ۱۱۰٬۰۰۰ کیلوگرم (۲۴۰٬۰۰۰ پوند) | ۱۵٫۲۵ متر (۵۰٫۰ فوت) |
| ۴    | نهنگ تیغ‌باله         | ۵۷٬۰۰۰ کیلوگرم (۱۲۶٬۰۰۰ پوند)  | ۱۲۰٬۰۰۰ کیلوگرم (۲۶۰٬۰۰۰ پوند) | ۲۰٫۶ متر (۶۸ فوت)    |
| ۵    | نهنگ شکار اطلس شمالی | ۵۵٬۰۰۰ کیلوگرم (۱۲۱٬۰۰۰ پوند)  | ۱۰۰٬۰۰۰ کیلوگرم (۲۲۰٬۰۰۰ پوند) | ۱۵ متر (۴۹ فوت)      |
| ۶    | نهنگ قطبی            | ۵۴٬۵۰۰ کیلوگرم (۱۲۰٬۲۰۰ پوند)  | ۱۲۰٬۰۰۰ کیلوگرم (۲۶۰٬۰۰۰ پوند) | ۱۵ متر (۴۹ فوت)      |
| ۷    | نهنگ عنبر            | ۳۱٬۲۵۰ کیلوگرم (۶۸٬۸۹۰ پوند)   | ۵۷٬۰۰۰ کیلوگرم (۱۲۶٬۰۰۰ پوند)  | ۱۳٫۲۵ متر (۴۳٫۵ فوت) |
| ۸    | نهنگ گوژپشت          | ۲۹٬۰۰۰ کیلوگرم (۶۴٬۰۰۰ پوند)   | ۴۸٬۰۰۰ کیلوگرم (۱۰۶٬۰۰۰ پوند)  | ۱۳٫۵ متر (۴۴ فوت)    |
| ۹    | نهنگ سئی             | ۲۲٬۵۰۰ کیلوگرم (۴۹٬۶۰۰ پوند)   | ۴۵٬۰۰۰ کیلوگرم (۹۹٬۰۰۰ پوند)   | ۱۴٫۸ متر (۴۹ فوت)    |
| ۱۰   | نهنگ خاکستری         | ۱۹٬۵۰۰ کیلوگرم (۴۳٬۰۰۰ پوند)   | ۴۵٬۰۰۰ کیلوگرم (۹۹٬۰۰۰ پوند)   | ۱۳٫۵ متر (۴۴ فوت)    |

این جدول، سنگین‌ترین جانوران خشکی را معرفی می‌کند. همچنین گراز دریایی نیز یک جانور خشکی به حساب آمده زیرا بیشتر وقت خود را (بر خلاف فیل دریایی) بر روی خشکی می‌گذراند. همچنین اکنون تصمیم بر آن شده است که فیل آفریقایی به صورت دو گونه جدا از هم به نام‌های فیل بیشه آفریقایی (فیل بوش آفریقایی) و فیل جنگلی آفریقایی در نظر گرفته شود.
| رتبه | جانور              | میانگین وزن                 | حداکثر وزن                   | مینگین قد           |
| ---- | ------------------ | --------------------------- | ---------------------------- | ------------------- |
| ۱    | فیل بیشه آفریقایی  | ۴٬۹۰۰ کیلوگرم (۱۰٬۸۰۰ پوند) | ۱۲٬۲۷۴ کیلوگرم (۲۷٬۰۶۰ پوند) | ۷٫۵ متر (۲۵ فوت)    |
| ۲    | فیل آسیایی         | ۴٬۱۵۰ کیلوگرم (۹٬۱۵۰ پوند)  | ۸٬۰۰۰ کیلوگرم (۱۸٬۰۰۰ پوند)  | ۶٫۸ متر (۲۲ فوت)    |
| ۳    | فیل جنگلی آفریقایی | ۲٬۸۰۰ کیلوگرم (۶٬۲۰۰ پوند)  | ۶٬۰۰۰ کیلوگرم (۱۳٬۰۰۰ پوند)  | ۶٫۲ متر (۲۰ فوت)    |
| ۴    | کرگدن سفید         | ۲٬۱۰۰ کیلوگرم (۴٬۶۰۰ پوند)  | ۴٬۵۰۰ کیلوگرم (۹٬۹۰۰ پوند)   | ۴٫۴ متر (۱۴ فوت)    |
| ۵    | کرگدن هندی         | ۱٬۹۰۰ کیلوگرم (۴٬۲۰۰ پوند)  | ۴٬۰۰۰ کیلوگرم (۸٬۸۰۰ پوند)   | ۴٫۲ متر (۱۴ فوت)    |
| ۶    | اسب آبی            | ۱٬۸۰۰ کیلوگرم (۴٬۰۰۰ پوند)  | ۴٬۵۰۰ کیلوگرم (۹٬۹۰۰ پوند)   | ۴ متر (۱۳ فوت)      |
| ۷    | کرگدن جاوه‌ای       | ۱٬۷۱۵ کیلوگرم (۳٬۷۸۱ پوند)  | ۲٬۳۰۰ کیلوگرم (۵٬۱۰۰ پوند)   | ۳٫۸ متر (۱۲ فوت)    |
| ۸    | کرگدن سیاه         | ۱٬۱۰۰ کیلوگرم (۲٬۴۰۰ پوند)  | ۲٬۸۹۶ کیلوگرم (۶٬۳۸۵ پوند)   | ۴ متر (۱۳ فوت)      |
| ۹    | زرافه              | ۱٬۰۱۵ کیلوگرم (۲٬۲۳۸ پوند)  | ۱٬۹۳۰ کیلوگرم (۴٬۲۵۰ پوند)   | ۵٫۱۵ متر (۱۶٫۹ فوت) |
| ۱۰   | گراز دریایی        | ۹۴۴ کیلوگرم (۲٬۰۸۱ پوند)    | ۲٬۰۰۰ کیلوگرم (۴٬۴۰۰ پوند)   | ۲٫۸ متر (۹٫۲ فوت)   |

### مهره‌داران

#### جانوران پستاندار (پستانداران)
- تروپودا (ددپایان)

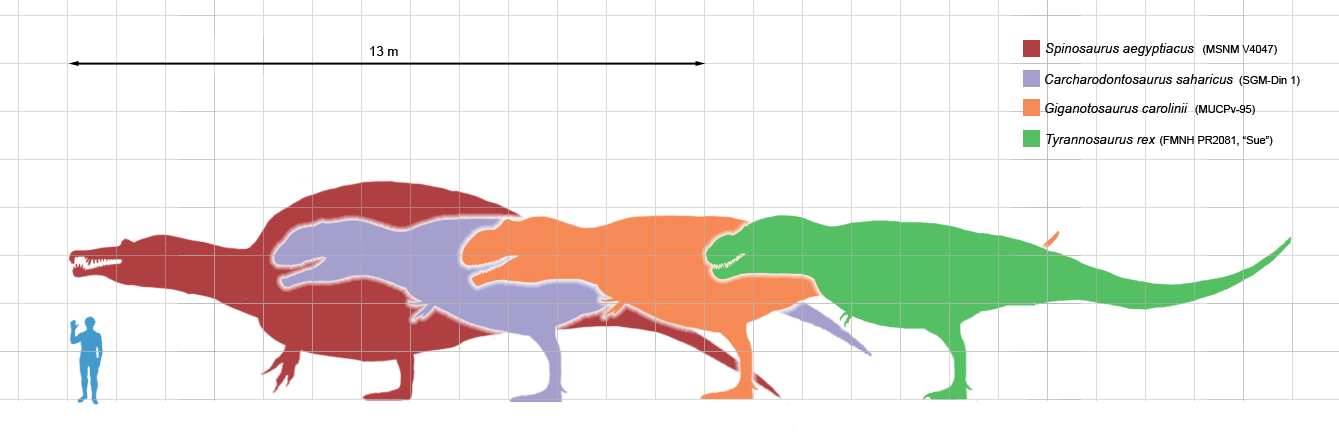
مقایسه اندازه دایناسورهای غول‌پیکر ددپایان

باور بر این است که سنگین‌ترین و بزرگترین ددپا، اسپینوسور در میانه‌های کرتاسه بوده که ۱۵ تا ۱۸ متر بلندی و ۹ تن جرم داشته است.